# 62.
◄ | 1. stoljeće pr. Kr. | 1. stoljeće | 2. stoljeće | ►
◄ | 30-ih | 40-ih | 50-ih | 60-ih | 70-ih | 80-ih | 90-ih | ►
◄◄ | ◄ | 59. | 60. | 61. | 62. | 63. | 64. | 65. | ► | ►►
Astronomija • Književnost • Kršćanstvo

## Događaji
- 12. ožujka: Heron od Alexandrije spominje pomrčinu sunca nad gradom.
- Neron daje ubiti svoju suprugu Octaviju i ponovno se ženi za Poppaeu Sabinu
- Potres ruši Pompeje i druga mjesta u Italiji

## Smrti
- 8. lipnja: Octavia, kćer Claudiusa, supruga Nerona (* 40.)

## Vanjske poveznice
|  | Zajednički poslužitelj ima još gradiva o temi 62. |